# Jimmie Lee Sloas
Jimmie Lee Sloas (født i Fairborn, Ohio) er en amerikanske studiemusiker, som spiller bas. Han var i 1980'erne og 90'erne medlem af et band kaldet The Imperials, og har spillet som studiemusiker, samt produceret, mange plader, hovedsageligt indenfor countrymusik. Sloas spillede også bas med thrash metal-bandet Megadeth på deres album The System Has Failed. Han blev nomineret til prisen "Top Bass Player of the Year" i 2008 af Academy of Country Music.